# La Fuente de San Esteban
La Fuente de San Esteban é um município da Espanha na província de Salamanca, comunidade autónoma de Castela e Leão, de área 77,04 km² com população de 1433 habitantes (2007) e densidade populacional de 19,09 hab/km².

## Demografia
| Variação demográfica do município entre 1991 e 2004 | Variação demográfica do município entre 1991 e 2004 | Variação demográfica do município entre 1991 e 2004 | Variação demográfica do município entre 1991 e 2004 |
| --------------------------------------------------- | --------------------------------------------------- | --------------------------------------------------- | --------------------------------------------------- |
| 1991                                                | 1996                                                | 2001                                                | 2004                                                |
| 1814                                                | 1594                                                | 1547                                                | 1475                                                |